# Vilhelmina (đô thị)
Đô thị Vilhelmina (Vilhelmina kommun) là một đô thị ở hạt Västerbotten, phía bắc Thụy Điển. 
Thủ phủ là thị xã Vilhelmina.
Năm 1947, khu Vilhelmina đã được tách khỏi đô thị nông nghiệp có cùng tên để lập thị xã chợ (köping) Vilhelmina. Hai đơn vị này lại được hợp nhất năm 1965.
Mỗi tháng 7, đô thị này có festival có tên gọi Hembygdsdagarna Vilhelmina.